# 李興練
李 興練（イ・フンリョン、韓国語：이흥련、1989年5月16日 - ）は、大韓民国・京畿道城南市出身の元プロ野球選手（捕手）。

## 経歴

### プロ入り前とサムスン・ライオンズ時代
大学時代にはチームの主将を務めていた。当時の大学監督から起亜タイガースへの入団をすすめられたがこれを拒絶し、2013年のドラフト指名を待った。
ドラフトではサムスン・ライオンズから指名を受けて入団した。2013年は一軍出場がなかった。
2014年には正捕手の陳甲龍と二番手捕手の李知栄が揃って負傷したことにより一軍で初出場となった。
2016年オフには兵役のため警察野球団に所属することが決まった。だが同時期にFA権を行使して李沅錫が三星に移籍したため、李沅錫の前所属球団だった斗山ベアーズから補償選手として指名された。このため、李興練は除隊後から斗山に所属することになった。

### 斗山時代
2018年シーズン終盤に兵役を終え除隊され、改めて斗山に入団した。9月18日のSKワイバーンズ戦で移籍後初出場を果たすと、翌日9月19日には5回に朴世爀と交代して登場し、7回には盗塁阻止を記録した（走者は金東燁）。
2019年5月1日のハンファ・イーグルス戦では鄭ウラムから安打を打ち、移籍後初安打記録した。
同年は主に捕手の守備固めなどとして出場。27試合の出場で打率3割台、13安打、5打点という成績を残した。
キウム・ヒーローズとの韓国シリーズにも出場し、朴世爀のバックアップだった。第2戦では5回に宋成文が犠牲バントに失敗したところをキャッチャー併殺打に抑えるなど、守備での活躍が目立った。

### SK・SSG時代
2020年5月30日に李昇眞との1対1トレードでSKに移籍した。すると即日一軍登録され、同日のハンファイーグルス戦の移籍後初打席で張施晥から初安打を放った。さらに5回には2年ぶりの本塁打を放った。またその翌5月31日も再び同投手より2試合連続の本塁打を記録した。

### 現役引退後
2024年1月11日、現役引退とフロントへの転身が発表された。
2025年よりサムスンにコーチとして復帰し、指導者に転身する。

## プレースタイル・人物
大学時代から打撃がよかったが、守備難が目立つ。2016シーズンの盗塁阻止率は2割5里だったが、この成績は規定打席到達捕手の中で最悪だった。
三星時代は車雨燦などの左腕投手専用の捕手として出場することが多かったが、斗山に移籍すると正捕手の朴世爀に続く二番手捕手として出陣機会を増やしていった。
前所属の三星時代には応援歌が3つあった。しかし斗山時代には公式な個人応援歌は存在しないまま退団となった。またSK時代の応援歌は球団自作曲である。

## 詳細情報

### 年度別打撃成績
| 年 度    | 球 団    | 試 合 | 打 席 | 打 数 | 得 点 | 安 打 | 二 塁 打 | 三 塁 打 | 本 塁 打 | 塁 打 | 打 点 | 盗 塁 | 盗 塁 死 | 犠 打 | 犠 飛 | 四 球 | 敬 遠 | 死 球 | 三 振 | 併 殺 打 | 打 率 | 出 塁 率 | 長 打 率 | O P S |
| -------- | -------- | ----- | ----- | ----- | ----- | ----- | -------- | -------- | -------- | ----- | ----- | ----- | -------- | ----- | ----- | ----- | ----- | ----- | ----- | -------- | ----- | -------- | -------- | ----- |
| 2014     | サムスン | 88    | 155   | 132   | 21    | 30    | 4        | 1        | 1        | 39    | 17    | 1     | 0        | 4     | 0     | 14    | 0     | 5     | 24    | 0        | .227  | .325     | .295     | .620  |
| 2015     | サムスン | 71    | 108   | 105   | 16    | 25    | 7        | 0        | 1        | 35    | 17    | 2     | 1        | 1     | 0     | 1     | 0     | 1     | 22    | 1        | .238  | .252     | .333     | .585  |
| 2016     | サムスン | 85    | 174   | 150   | 20    | 39    | 11       | 0        | 6        | 68    | 25    | 0     | 0        | 9     | 2     | 8     | 0     | 5     | 41    | 4        | .260  | .315     | .453     | .768  |
| 2018     | 斗山     | 7     | 7     | 7     | 0     | 0     | 0        | 0        | 0        | 0     | 0     | 0     | 0        | 0     | 0     | 0     | 0     | 0     | 1     | 0        | .000  | .000     | .000     | .000  |
| 2019     | 斗山     | 27    | 44    | 42    | 3     | 13    | 2        | 1        | 0        | 17    | 5     | 0     | 0        | 0     | 0     | 2     | 0     | 0     | 12    | 1        | .310  | .341     | .405     | .746  |
| 2020     | 斗山     | 2     | 2     | 1     | 0     | 0     | 0        | 0        | 0        | 0     | 1     | 0     | 0        | 0     | 1     | 0     | 0     | 0     | 1     | 0        | .000  | .000     | .000     | .000  |
| 2020     | SK SSG   | 47    | 130   | 124   | 6     | 30    | 1        | 0        | 3        | 40    | 19    | 0     | 0        | 0     | 0     | 6     | 0     | 0     | 28    | 5        | .242  | .277     | .323     | .600  |
| '20計    | SK SSG   | 49    | 132   | 125   | 6     | 30    | 1        | 0        | 3        | 40    | 20    | 0     | 0        | 0     | 1     | 6     | 0     | 0     | 29    | 5        | .242  | .277     | .323     | .600  |
| 2021     | SK SSG   | 90    | 146   | 127   | 15    | 30    | 3        | 0        | 3        | 42    | 14    | 0     | 0        | 2     | 0     | 12    | 0     | 5     | 31    | 4        | .236  | .326     | .331     | .657  |
| 2022     | SK SSG   | 22    | 55    | 45    | 4     | 6     | 2        | 0        | 0        | 8     | 1     | 0     | 0        | 3     | 0     | 5     | 0     | 2     | 22    | 2        | .133  | .250     | .178     | .428  |
| 2023     | SK SSG   | 16    | 17    | 14    | 1     | 1     | 0        | 0        | 1        | 4     | 2     | 0     | 0        | 1     | 0     | 2     | 0     | 0     | 6     | 0        | .071  | .188     | .286     | .474  |
| KBO：9年 | KBO：9年 | 455   | 838   | 747   | 86    | 174   | 30       | 2        | 15       | 253   | 101   | 3     | 1        | 20    | 3     | 50    | 0     | 18    | 188   | 17       | .233  | .296     | .339     | .635  |

### 背番号
- 40 （2013年）
- 48 （2014年 - 2016年）
- 46 （2018年途中 - 同年終了）
- 55 （2019年 - 2020年途中、2021年 - 2023年）
- 30 （2020年途中 - 同年終了）
- 78 （2025年 - ）